# Franz Ziegler (Politiker, 1803)

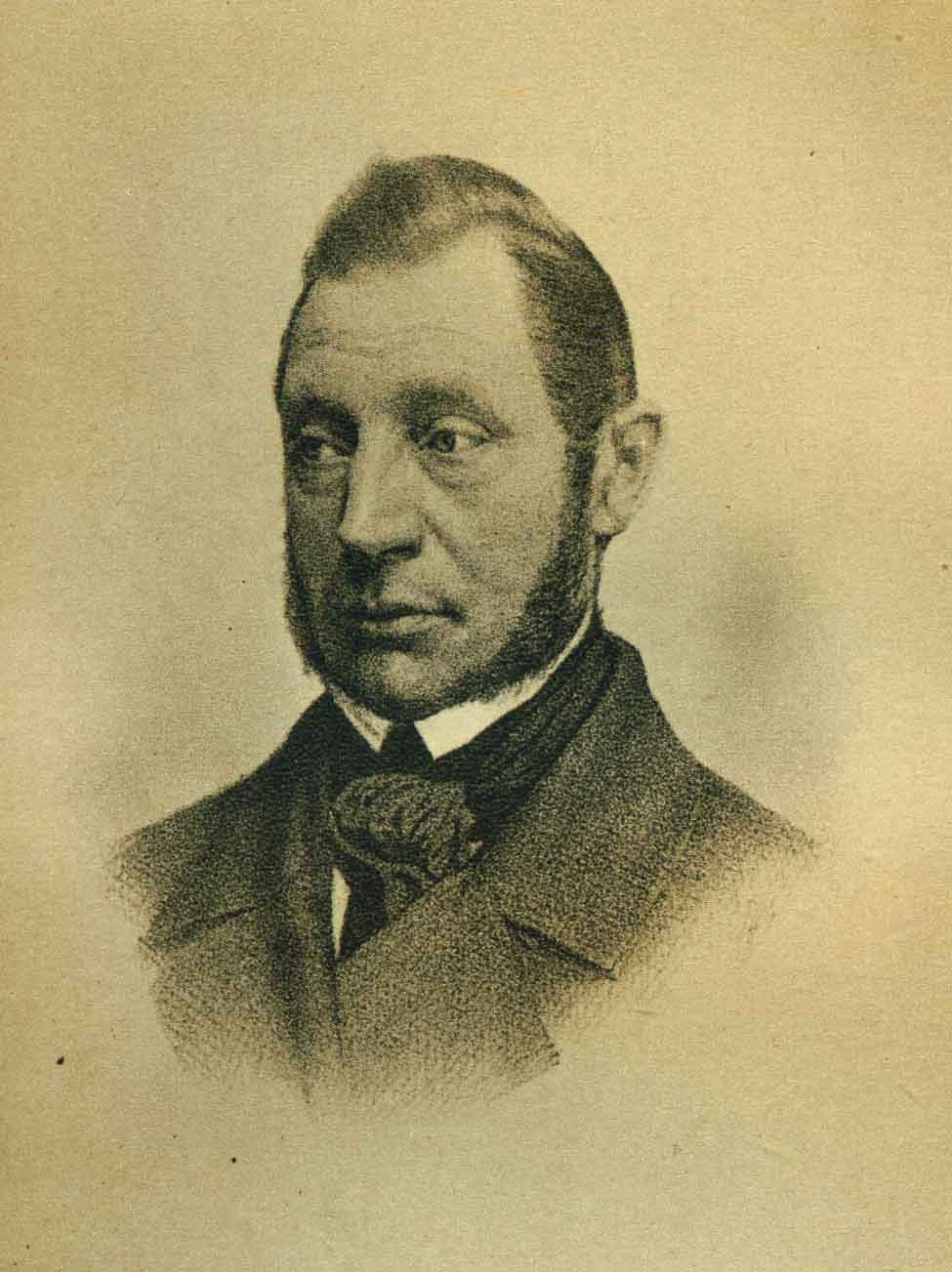
Franz Ziegler (nach Graff 1848)

Franz Wilhelm Ziegler (* 3. Februar 1803 in Warchau, Jerichowscher Kreis, Herzogtum Magdeburg; † 1. Oktober 1876 in Berlin) war ein deutscher Politiker und Schriftsteller.

## Leben
Geboren als dreizehntes Kind eines Pastors, studierte Franz Ziegler Jura in Halle (Saale) und wurde Rechtsanwalt. Der König berief ihn 1840 auf Vorschlag der Stadtverordnetenversammlung zum Oberbürgermeister der Stadt Brandenburg an der Havel. 

„Er war ein ausgezeichneter Organisator, vielleicht das größte Verwaltungstalent, das der preußische Staat zu seiner Zeit besaß.“

Als Oberbürgermeister erließ er zunächst eingehende Vorschriften für den Geschäftsgang des Magistrats und der Gemeindevertretung – zur klaren Abgrenzung der Dienstzweige und pünktlichen Erledigung der Geschäfte. Durch Straffung der Polizeigewalt stellte er die in Verwahrlosung geratene Ordnung in Stadt und Umgegend her. Mit Einrichtung einer von der Regierung verlangten Zwangsarbeitsanstalt (sog. Armenhaus) und strenger Beaufsichtigung arbeitsscheuen Gesindels leerte er die Straße von Bettlern und Dirnen. Sodann ordnete er das Kassen- und Rechnungswesen. Seine Reform der Einkommensteuer – die Stadt erhob zu diesem Zeitpunkt gleich anderen Städten zahlreiche kleine Gemeindesteuern (Aussaat-, Wiesen, Vieh- und eine abgestufte Einkommensteuer) – führte zu anhaltender Feindschaft und Denunziationen der Stadtverordneten. Aus dem Einkommen der Stadt organisierte er eine kommunale Armenpflege.
Franz Ziegler war der erste Oberbürgermeister, der die Arbeit der Stadtverwaltung durch Veröffentlichung des Kämmereietats von 1844 unter eine gewisse öffentliche Kontrolle stellte und damit die Stadtregierung der von ihr vertretenen Bevölkerung gegenüber rechenschaftspflichtig machte. Die erste öffentliche Versammlung der Stadtverordneten fand auf Betreiben Zieglers am 11. Februar 1848 im Lokal des Bürgervereins (Gems) statt, an der nunmehr auch der Magistrat als Teil der Öffentlichkeit teilnehmen konnte.
Im Jahre 1848 wurde er zum Mitglied der Preußischen Nationalversammlung und 1849 der Zweiten Kammer gewählt. Kontrahent für den Wahlkreis Brandenburg war der spätere Reichskanzler Otto von Bismarck. Als Mitglied der Preußischen Nationalversammlung stimmte er der Steuerverweigerung zu und wurde deshalb wegen Hochverrates und Aufruhrs angeklagt und als Einziger der am Beschluss beteiligten zu Festungshaft verurteilt sowie seines Amtes als Oberbürgermeister enthoben.
Er ließ sich nach Verbüßung der Strafe in Berlin nieder. 1864 wurde er zum Mitglied des Preußischen Abgeordnetenhauses, 1867 zum Mitglied des Norddeutschen und 1871 und 1874 des Deutschen Reichstages gewählt. Er schloss sich der Fortschrittspartei an, von deren Parteipolitik er sich nur 1866 vor Beginn des Kriegs zwischen Preußen und Österreich trennte, indem er sich in einer Rede in Breslau mit Entschiedenheit für die Wahrung von Preußens Macht und Ehre auch durch einen Krieg erklärte.

## Porträts

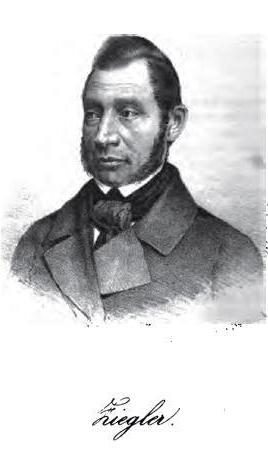
in: Steinmann, Geschichte der Revolution in Preußen. 1849
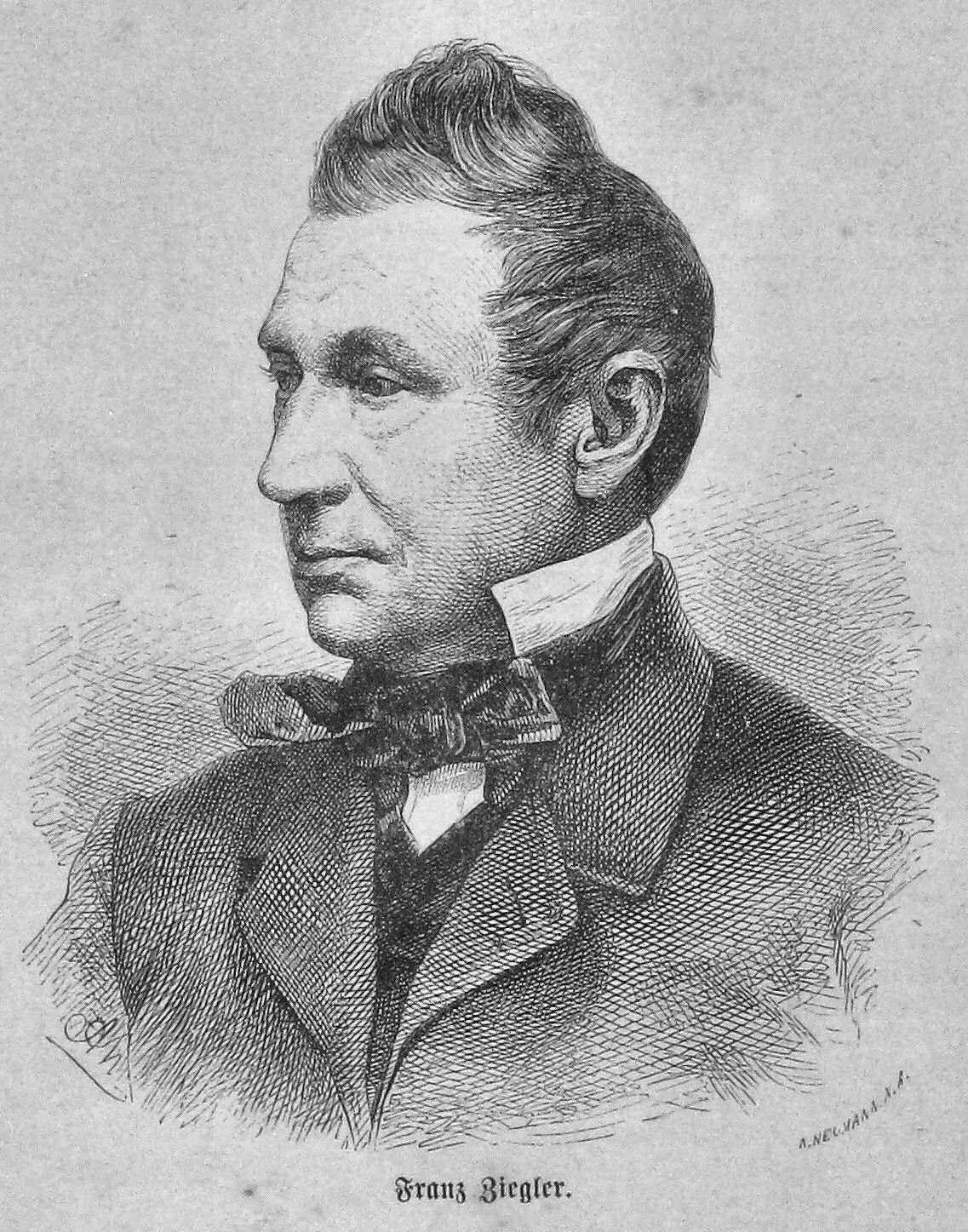
in: Die Gartenlaube. 1873

## Werke
- Wie ist dem Handwerkerstand zu helfen? Leipzig 1850
- Zur sozialen Reform des preußischen Abgabenwesens. Berlin 1850
- Nondum. David, Berlin 1860 Digitalisat der BSB
- Landwehrmann Krille. Erzählung aus der Zeit der Befreiungskriege. Berlin 1865 (Neuauflage: Breslau: Priebatsch 1912)
- Bettler vom Kapitol. Berlin 1869
- Gesammelte Novellen und Briefe aus Italien. Duncker, Berlin 1872, (3 Bände)
- Gesammelte Reden. Berlin 1879
- Gesammelte Reden von Franz Ziegler, ehem. Mitglied des Abgeordnetenhauses u. d. Reichstages f. Breslau, Oberbürgermeister v. Brandenburg. Berlin 1880 (Herausgeber: Franziska von Béguelin), PDF
- Saat und Ernte. In: Deutscher Novellenschatz. Hrsg. von Paul Heyse und Hermann Kurz. Bd. 24. 2. Aufl. Berlin, [1910], S. 129–196. In: Weitin, Thomas (Hrsg.): Volldigitalisiertes Korpus. Der Deutsche Novellenschatz. Darmstadt/Konstanz, 2016. Digitalisat und Volltext im Deutschen Textarchiv
- Brandenburgische Novellen. Herausgegeben von Olaf Leonhardt. Golzow 2010, ISBN 978-3-8391-8249-9

## Ehrungen
Die Franz-Ziegler-Straße in Brandenburg an der Havel trägt seinen Namen. Die Straße war während der NS-Zeit umbenannt in Kaiser-Friedrich-Straße.